# 道の駅・川の駅水の郷さわら

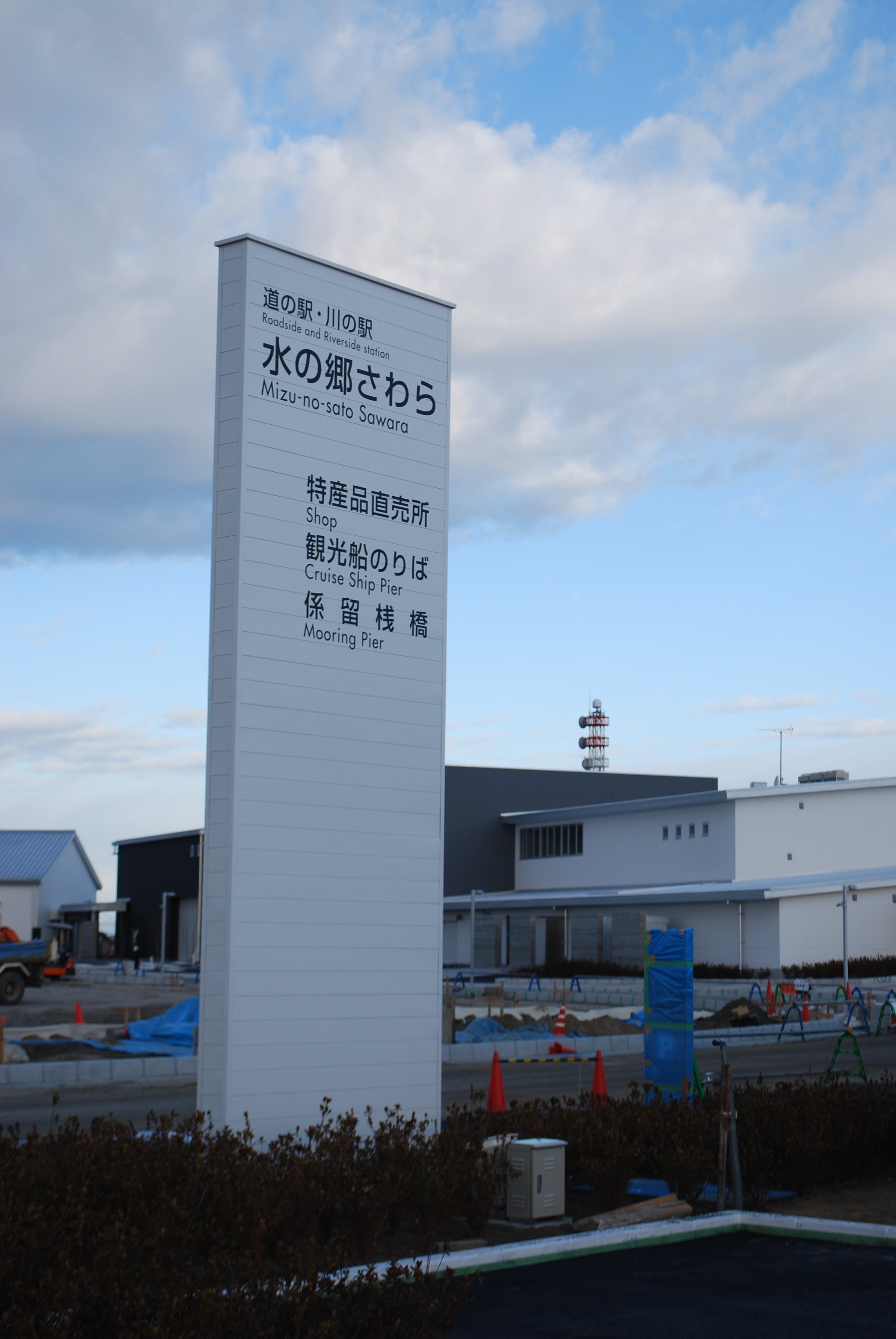
施設入口の案内板

道の駅・川の駅水の郷さわら（みちのえき・かわのえき みずのさと さわら）は、千葉県香取市佐原イにある国道356号の道の駅と、利根川に面した川の駅の一体施設。
産直品直売所、フードコート、案内所、観光船のりば、係留桟橋やレンタサイクル施設などを設け、水陸交通の結節点となっている。
さらに防災教育と水防時の活動拠点施設ともなっている。
利根川の高規格堤防上に、国土交通省と香取市による佐原広域交流拠点PFI事業として整備された。

## 河川
- 利根川
- 小野川

## 施設
佐原広域交流拠点PFI事業の施設としては、道の駅、川の駅、親水・湿地利用ゾーンがあり、これらの施設名として「水の郷さわら」の名称を使用している。道の駅としては千葉県で21か所目であるが、道の駅と川の駅が一体となった施設は日本全国的に見てもまれである。

### 道の駅

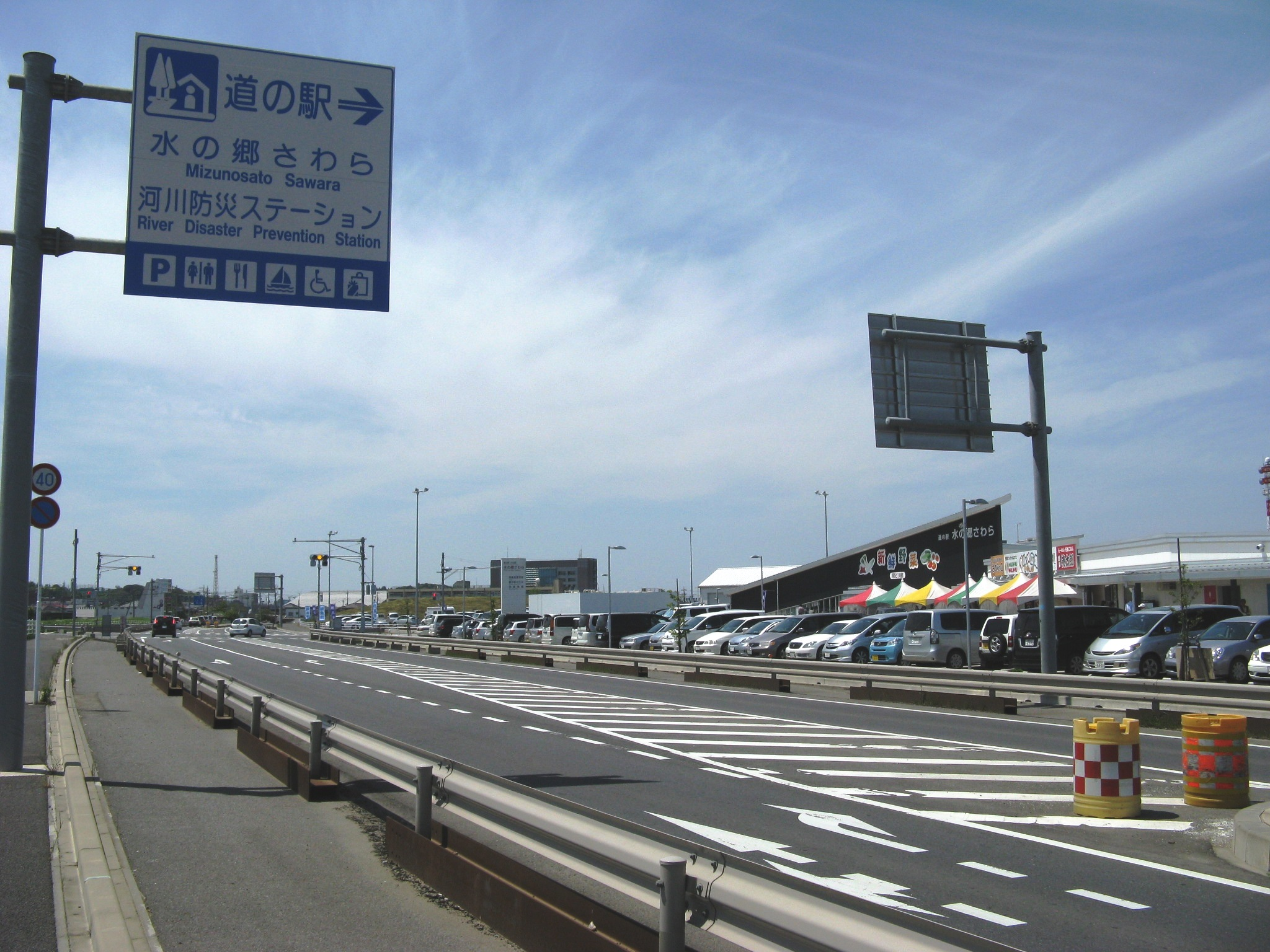
国道356号と水の郷さわら

- 駐車場[広報 1]
  - 普通：156台
  - 大型：22台
  - 身体障害者用：4台
  - 電気自動車用充電器：1台
- トイレ[広報 1]
  - 男：13器
  - 女：12器
  - 身障者用：1器
- 自動販売機[広報 1]
- 情報コーナー[広報 1]
- 産直品直売所
朝採れ野菜や地場産品、土産物を販売している。営業時間9時-19時（4月-10月）、9時-18時（11月-3月）[広報 2]。
- フードコート
複数の店舗による地場産品を用いた料理を提供している。120席。営業時間9時-19時（4月-10月）、9時-18時（11月-3月）[広報 3]。

### 川の駅

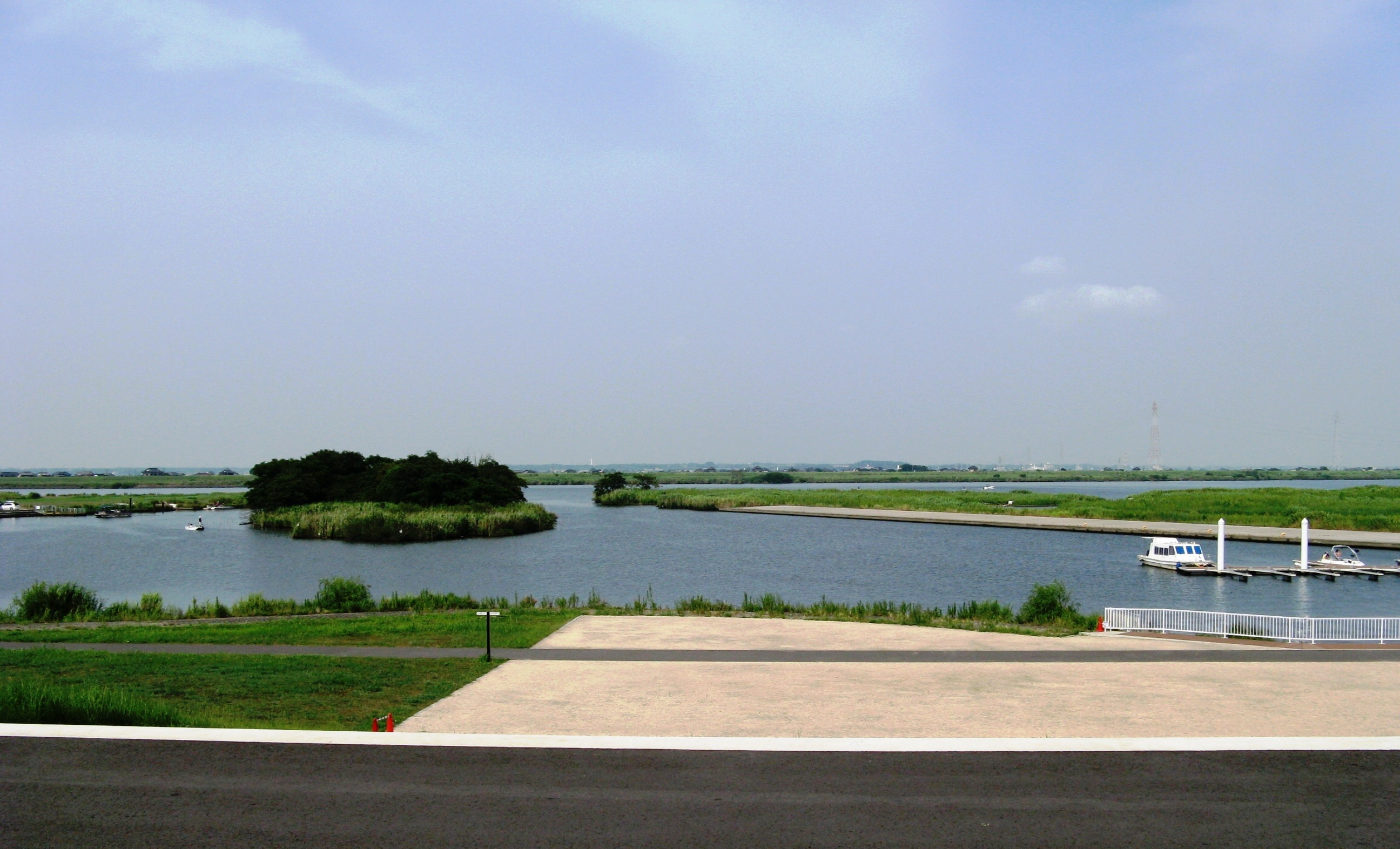
水の郷さわらから見た利根川

- 観光船のりば
利根川の桟橋と小野川の伊能忠敬旧宅前を結ぶコースと、利根川を周遊するコースが設定されている。ただし、小野川のコースは東日本大震災の影響により運休している[広報 4]。
- 総合案内所
災害発生時には水防従事者のための案内所としての機能を持つ[広報 1]。
- レンタサイクル[広報 5]
利根川沿いのサイクリングロードや佐原の町並みへのコースなど。
- 河川マリーナ[広報 6]
プレジャーボートやカヌー等マイボートの揚げ降ろしができる。
- 多目的研修室
研修や会議を行うための部屋。営業時間9時-17時[広報 7]。災害発生時には災害対策支援室、情報収集室としての機能を持つ[広報 1]。
- 防災教育展示室
利根川に関する資料や、工事に使用した建設機械が展示されている。営業時間9時30分-16時30分[広報 8]。災害発生時には河川情報室、待機室、自家発電気室としての機能を持つ[広報 1]。

### 親水・湿地利用ゾーン
水辺に設置された観察用通路を利用して、湿地に集う動植物の観察を行うことができる。

## 事業形態
佐原広域交流拠点PFI事業のもとで建設された。国土交通省直轄河川事業PFIとしては初の試みである。
PFI事業の道の駅、川の駅、親水・湿地利用ゾーンは、国と香取市が共同で事業を行っている。国と地方自治体が共同で行うPFI事業としては全国で2例目となる事例である。
「水の郷さわら」全体での機能および施設の位置づけは以下のようになっている。
| 機能                                             | 施設                                 | 事業区分 |
| ------------------------------------------------ | ------------------------------------ | -------- |
| 利根川下流部の防災拠点                           | 【国】河川利用情報発信施設（川の駅） | PFI事業  |
| 利根川下流部の防災拠点                           | 【国】車両倉庫                       | PFI事業  |
| 利根川下流部の防災拠点                           | 【国】本宿耕地地区高規格堤防の整備   | 個別事業 |
| 利根川下流部の防災拠点                           | 【国】河川防災ステーション           | 個別事業 |
| 利根川下流部の防災拠点                           | 【国】緊急船着場                     | 個別事業 |
| 利根川の風景と自然環境を活かした水辺利用拠点     | 【国・市】利用ゾーン（親水・湿地）   | PFI事業  |
| 利根川の風景と自然環境を活かした水辺利用拠点     | 【市】水辺交流センター（川の駅）     | PFI事業  |
| 河川改修や舟運の歴史・伝統を活かした文化交流拠点 | 【国・市】佐原河岸                   | PFI事業  |
| 河川改修や舟運の歴史・伝統を活かした文化交流拠点 | 【県】小野川改修（放水路）           | 個別事業 |
| 河川改修や舟運の歴史・伝統を活かした文化交流拠点 | 【民間】舟運事業                     | 個別事業 |
| 舟運と道路交通の利便性を活かした交通拠点         | 【市】地域交流施設（道の駅）         | PFI事業  |
| 舟運と道路交通の利便性を活かした交通拠点         | 【県】一般国道356号拡幅              | 個別事業 |

| 発注者   | 国土交通省関東地方整備局、香取市          |
| 発注方式 | 一般競争入札総合評価型                    |
| 事業類型 | サービス購入型                            |
| 事業者   | PFI佐原リバー(株)（代表：東洋建設（株）） |
| 事業期間 | 設計・建設：2008年7月〜2010年2月          |
| 事業期間 | 維持管理・運営：2010年3月27日〜2025年3月  |
| 総事業費 | 約28.4億円                                |
| 総事業費 | 国：約15.3億円、市：約13.1億円            |

運営は、本事業のみを目的とした特別目的会社 (SPC) であるPFI佐原リバー株式会社が行っている。PFI事業契約に関しては国と香取市の間で一本化され、国とSPCの間で締結されている。また、市の施設に関しては、別途、市とSPCとの間で維持管理・運営業務委託契約を結んでいる。さらに、国・市・SPCの三者で覚書を締結している。
本PFI事業はBTO(Build-Transfer-Operate)方式をとっている。すなわち、SPCは施設を建設 (Build) 後、それを国へと引き渡す (Transfer)。国は、引き渡された施設のうち、香取市にかかわる部分は市に引き渡す。引き渡し完了後、SPCは施設の維持管理や運営を行う (Operate)。
国と香取市は施設を引き渡された後、SPCに施設の整備費用や維持管理などにかかわる費用を支払う。SPCはさらに、物販・飲食施設の売り上げの一部や、その他施設の利用料などを収入とする。ただし、物販施設の売り上げの一部は施設使用料としてSPCから香取市に支払われる。
その他の概要は右表の通りである。

## 歴史

### 背景
江戸時代、佐原は、利根川を利用した江戸と地方を結ぶ水運の中継地としての役割をもち、利根川下流地域を代表する都市として発展をとげた。特に小野川流域は繁栄を極め、「江戸まさり」とも呼ばれた。
明治になり鉄道が開通した後も、佐原駅は米などの流通の集積地となりしばらく発展を続けた。しかし舟運の衰退とモータリゼーションの進行、1970年代以降の郊外の大規模なロードサイドショップの出現などが原因で、やがて駅前の商店街は衰退し、かつての佐原の中心部であった佐原駅周辺は人を引き付ける力を失っていった。一方、小野川沿いの町並みは江戸から昭和初期にかけての建物が残り、1996年には関東地方で初めて重要伝統的建造物群保存地区の認定を受け、観光客が訪れるようになった。しかし一方でその佐原の町並みも、道幅がせまく駐車場が少ないといった課題を抱えていた。

### 中心市街地活性化基本計画

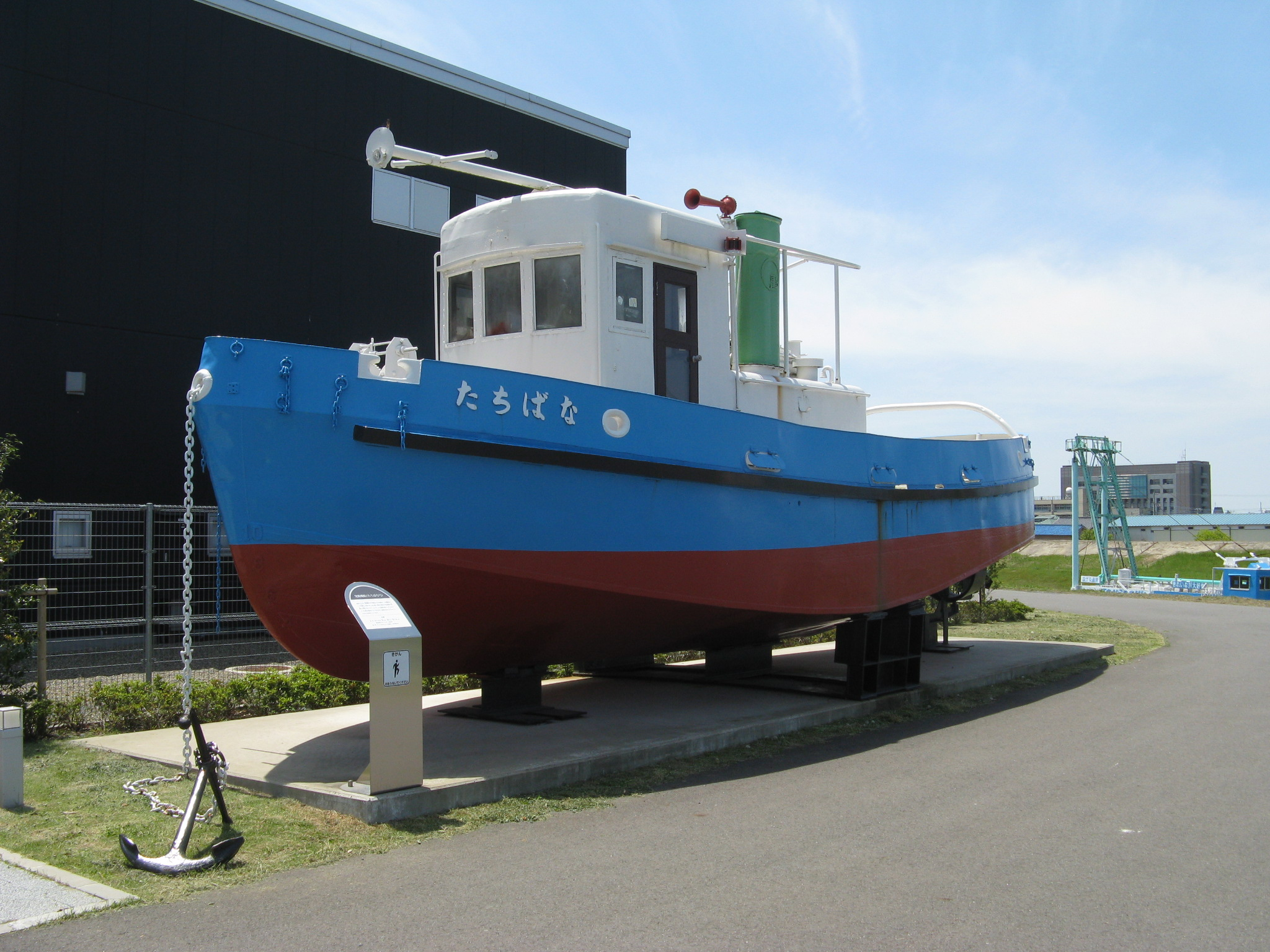
利根川の工事で使用された発動機船。このように、かつて利根川下流史料室に屋外展示されていた建設機械は、現在では水の郷さわら施設内の屋外または室内にて展示されている。

現在の香取市が立地している利根川下流域は、利根川の上流などで大雨が降ると洪水の危険性があり、実際江戸時代からたびたび水害に見舞われていた。そこで国は利根川の氾濫による水害を防ぐため、人や資産の集まった低平地などを対象に、高規格堤防（スーパー堤防）整備事業に取りかかった。佐原の本宿耕地地区もその対象区域となり、1999年度から事業を行った。さらに、洪水対策における活動拠点となるよう、国はこの地区に「佐原地区河川防災ステーション」を設け、資材の備蓄場所やヘリポート、駐車場を整備させる計画を立てた。加えて、この地区に設置された利根川下流史料室や、堤防工事などに使用された建設機械の展示などを利用した「河川利用情報発信施設」の整備も検討されていた。
一方千葉県は、本宿耕地地区を横断している国道356号の工事を計画した。この道路は本宿耕地地区から2kmの距離で国道51号と接続しているうえに、東関東自動車道の佐原香取インターチェンジからも近く、市民が多く利用する道路とも接続されており、さらには近年成田国際空港や銚子、柏、鹿嶋へと移動する車が増えてきたため、渋滞が発生していた。そこで、高規格堤防が整備されるのに合わせて、この道路を4車線に拡張する計画を立てた。
佐原市（当時）は、衰退してゆく中心街の状況を打開するため、2000年、「佐原市中心市街地活性化基本計画」を策定した。この計画では中心市街地の対象地域を、江戸時代からの古い町並みが残る「小野川周辺地区」、鉄道における市の玄関口であるが近年空洞化の目立つ「佐原駅周辺地区」、利根川沿いで水田が広がる「本宿耕地地区」の3つに分類した。そして「本宿耕地地区」は佐原への車の玄関口と位置付け、この地区で車から徒歩や舟、バスに乗り換え、小野川周辺地区や佐原駅周辺地区への移動をスムーズにする役割を持たせることとした。さらに、国によりスーパー堤防や防災拠点が整備されるのに合わせて、この地区を佐原市の新たな交流拠点と位置付け、庭園や観光農園、商業施設などが一体となった「ファーマーズ・モール」を作りだそうとした。そしてこういった計画の中の1つとして、道の駅および川の駅を整備する計画が組み込まれた。

### PFI事業実施に向けて
2004年10月、国・県・市はこれらの施設を共同でつくるための委員会を設け、2005年12月に「佐原広域交流拠点整備事業基本計画」を策定した。この基本計画にもとづいて、2006年3月から検討を行った結果、国と市が共同で取り組むことができ、さらに民間の資金やノウハウが活用できることから、PFI事業手法を取り入れることに決めた。
2007年5月には佐原広域交流拠点PFI事業実施方針が公表された。民間事業者の募集は2007年10月に利根川下流河川事務所のサイト上で公開され、2グループの応募があった。しかしそのうちの1グループは入札価格が予定価格を上回ったため、審査の結果、2008年4月、東洋建設を代表とする東洋グループを落札者とすることが決定された。

### 工事・開業
設計・工事作業は2008年7月に始められた。2009年3月6日には起工式が挙行され、香取神宮による安全祈願が行われた。
2009年1月、佐原広域交流拠点の名称が募集され、4月、1700通の応募の中から「水の郷さわら」が選ばれた。工事は2010年2月に完了し、3月1日、国土交通省から正式に道の駅の認定を受けた。
開業日の3月27日は、香取市長を始め200人以上の関係者が集まり、式典を行った。式典後は地元の小学校の児童による鼓笛演奏、佐原の大祭で使用される山車4台の引きまわしおよび総踊りなどが披露された。当日、施設内は人であふれ、道の駅では一時入場規制が敷かれるほどであった。

### 開業後
2010年8月28日にまつりin水の郷2010を開催、9月には初の収穫祭が開催された。また9月には川の駅内に喫茶店が開業した。
2011年3月11日に発生した東日本大震災において、本施設の敷地内では地割れや地盤沈下が発生し、一部施設は営業を中止した。一方で、帰宅困難者のために施設の開放も行った。また、3月12日から予定されていた開業1周年イベントは中止となった。
2011年5月から6月にかけて、来場200万人突破感謝祭を行った。

## 評価

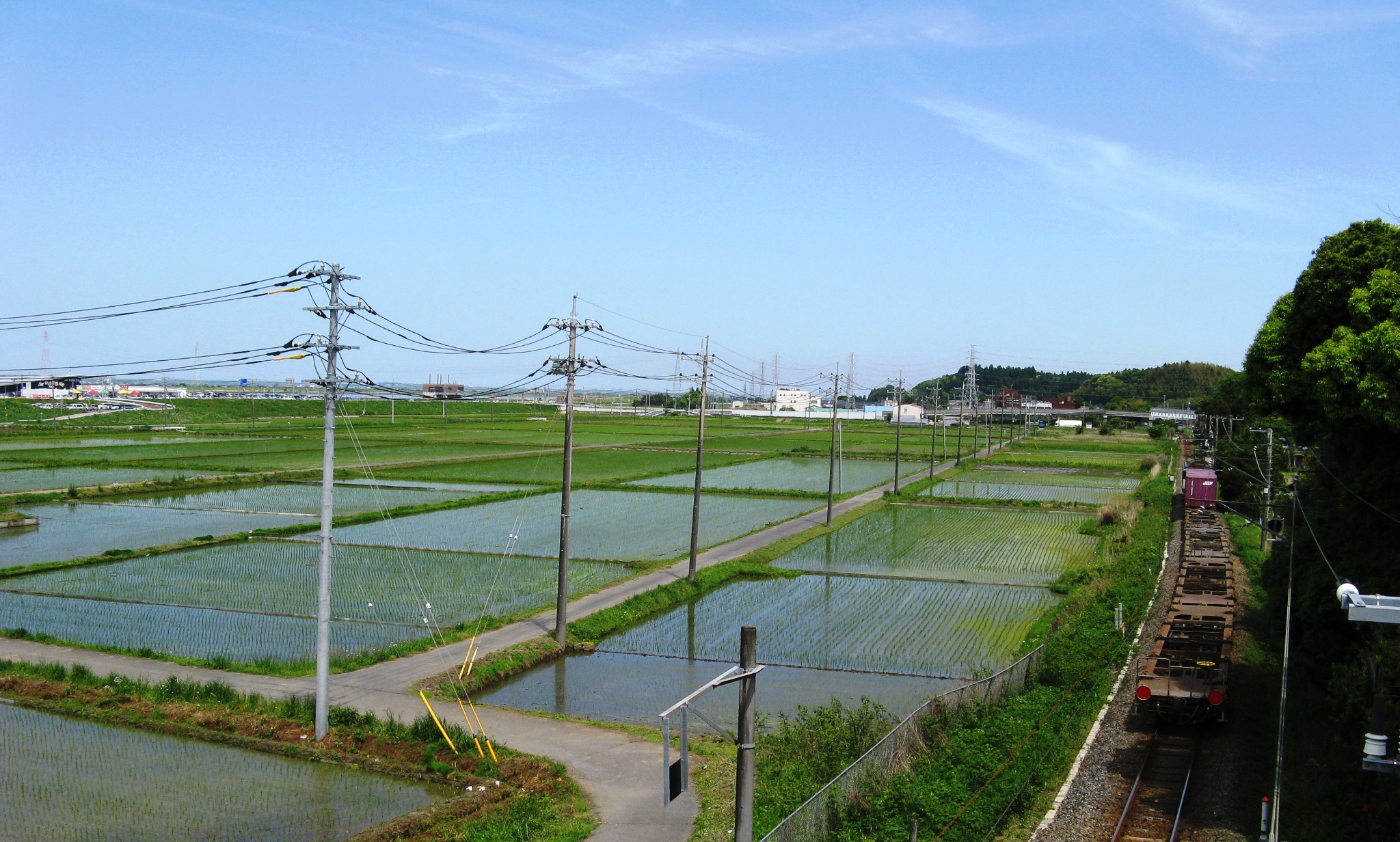
本宿耕地地区（2012年5月）。左端に見える建物が水の郷さわら。右に見える線路はJR成田線で、手前方向に佐原駅がある。

開業前、国と香取市は年間来場者数を82万人と見積もっていたが、初年度の実績は150万人を上回った。また、物産館の売り上げは2億円に達した。よって、本施設は香取市の小売販売額や観光客の増加に貢献し、市のにぎわいを生みだしたと評価する声が多い。
市内の他地区への影響については、新たな店舗の開店に寄与したと好意的な見解がある一方で、道の駅の登場は佐原駅周辺の人通りの減少や個人商店の経営状態の悪化につながったとの見解も存在する。
本来の目的の1つでもあった他地区への移動をスムーズにさせる役割に関しては、本施設で車から舟、レンタサイクル、徒歩に切りかえ移動する観光客が見られるようになったが、現状ではその割合は限定的なものにとどまっている。また、舟運での輸送能力には限りがあり、徒歩で移動できるような安全な道路も確保されていないといった問題点も指摘されている。
もともと佐原市が作成した佐原市中心市街地活性化基本計画によれば、本施設のある本宿耕地地区には道の駅・川の駅などのほかに、核となる「ファーマーズモール」を整備し、全体として中心市街地の新たな交流地点とする計画であったが、ファーマーズモールは開発事業者が撤退したため実現していない。また、本宿耕地地区は現在都市計画白地地域・農業振興地域に指定されており、中心市街地とするには難しい状況となっている。そのため、本地区の今後のありかたについての検討を求める声もあがっている。

## キャラクター

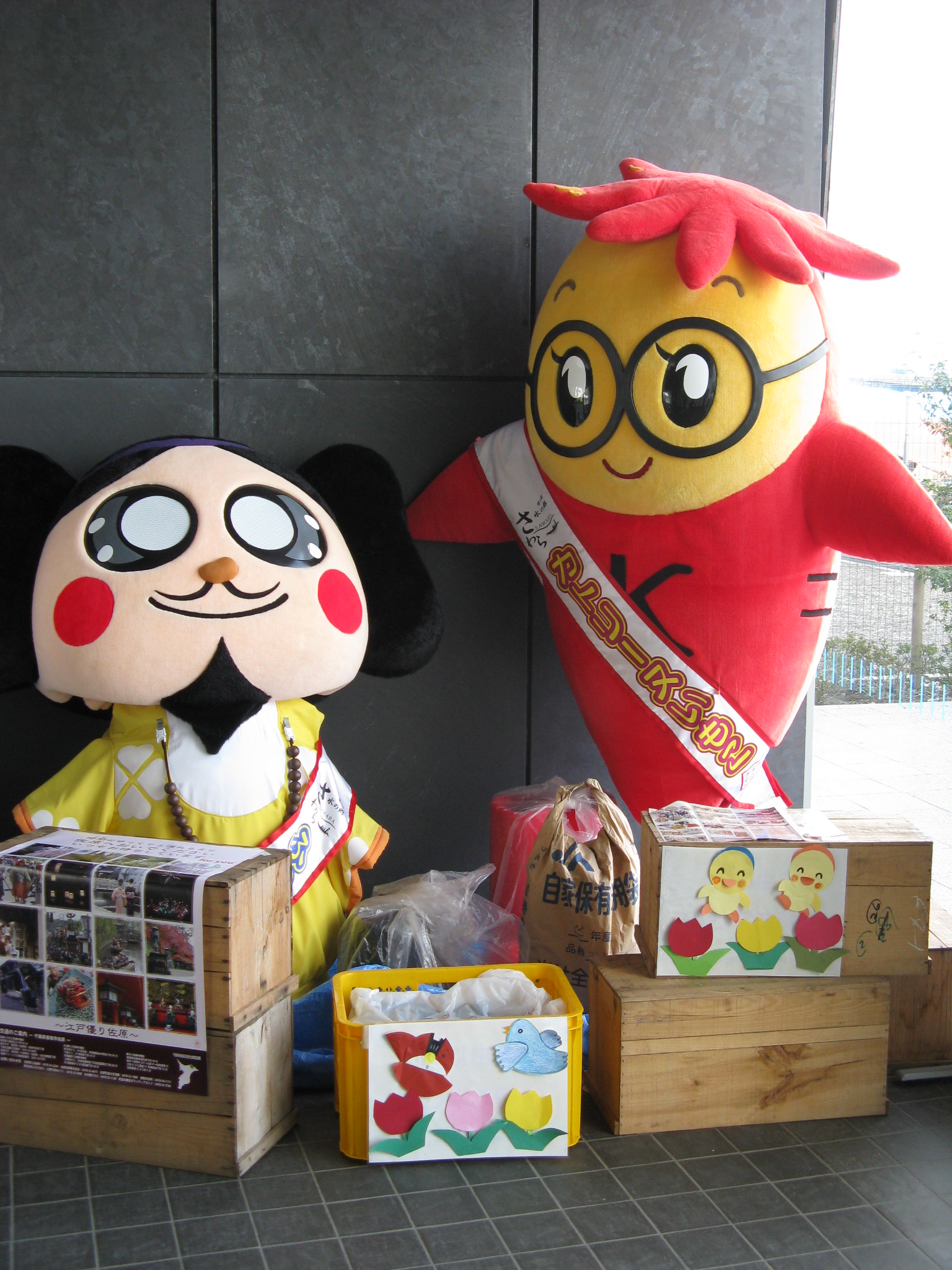
ふつぬしさま（左）とカトリーヌ・いもこ。川の駅の総合案内所にて。

2011年6月に水の郷さわら出荷者協議会によって選定されたゆるキャラ「ふつぬしさま」と「カトリーヌ・いもこ」が存在する。
ふつぬしさまはもともと香取市職員が米の販売促進のために作りだしたキャラクターで、香取神宮の祭神経津主神が由来となっている。当初は「ふつぬしくん」と名乗っていたが、後に呼び名が変更された。カトリーヌ・いもこはもともと特産品のサツマイモをPRするために、市民の女性による団体「佐原おかみさん会」のメンバーの手によってつくられたものである。よ

## イベント
「まつりin水の郷」を毎年開催し、bayfm公開録音の野外ライブや花火の打ち上げなどを行っている。このほか、過去には大収穫祭やさんま祭りなどのイベントも行った。

## アクセス
- 国道356号
- 大利根サイクリングロード

## 周辺・行事
- 佐原の町並み
- 香取神宮
- 伊能忠敬記念館
- 佐原の大祭
- 水郷佐原あやめパーク
- 横利根閘門
- 水郷大橋
- 道の駅くりもと

#### 基本計画
1. ↑  佐原市中心市街地活性化基本計画 p.5
2. ↑  佐原市中心市街地活性化基本計画 p.2
3. ↑  佐原市中心市街地活性化基本計画 p.11
4. ↑  佐原市中心市街地活性化基本計画 pp.26-27
5. ↑  佐原市中心市街地活性化基本計画 pp.17-18,26
6. ↑  香取市中心市街地活性化基本計画 資料編p.61

#### 報告書
1. ↑  “2011年4月東北地方太平洋沖地震千葉地区被害調査速報 (No.7)” (PDF). 2012年5月8日閲覧。
2. ↑  市町村の中心市街地活性化の取組に対する報告書 p.28
3. ↑  市町村の中心市街地活性化の取組に対する報告書 p.467等
4. ↑  市町村の中心市街地活性化の取組に対する報告書 p.133
5. ↑  市町村の中心市街地活性化の取組に対する報告書 pp.32,133
6. ↑  市町村の中心市街地活性化の取組に対する報告書 p.127
7. ↑  市町村の中心市街地活性化の取組に対する報告書 p.135
8. ↑  市町村の中心市街地活性化の取組に対する報告書 pp.30,135

#### 広報資料・プレスリリースなど一次資料
1. 1 2 3 4 5 6 7  “水の郷さわら公式サイト 施設案内”. 2012年5月3日閲覧。
2. ↑  “水の郷さわら公式サイト 地場特産品販売”. 2012年5月3日閲覧。
3. ↑  “水の郷さわら公式サイト フードコート”. 2012年5月3日閲覧。
4. ↑  “水の郷さわら公式サイト 観光船乗り場”. 2012年5月3日閲覧。
5. ↑  “水の郷さわら公式サイト レンタサイクル”. 2012年5月3日閲覧。
6. ↑  “水の郷さわら公式サイト 河川マリーナ”. 2012年5月3日閲覧。
7. ↑  “水の郷さわら公式サイト 多目的研修室”. 2012年5月3日閲覧。
8. ↑  “水の郷さわら公式サイト 防災教育展示”. 2012年5月3日閲覧。
9. ↑  “水の郷さわら公式サイト 自然観察・湿地”. 2012年5月6日閲覧。
10. ↑  “ふれあい利根川 vol.11” (PDF).   利根川下流河川事務所 (2010年3月). 2013年1月22日時点のオリジナルよりアーカイブ。2012年4月25日閲覧。
11. ↑  佐原広域交流拠点PFI事業実施方針 p.8
12. ↑  佐原広域交流拠点PFI事業実施方針 p.9
13. ↑  “治水 安全な利根川流域の創造へ向けて”.   利根川下流河川事務所. 2012年5月7日閲覧。
14. 1 2 3  佐原広域交流拠点PFI事業実施方針 p.1
15. ↑  佐原広域交流拠点整備事業基本方針 p.5
16. ↑  佐原広域交流拠点整備事業基本方針 p.16
17. 1 2  “利根川下流河川事務所 佐原広域交流拠点PFI事業”.   利根川下流河川事務所. 2012年5月27日時点のオリジナルよりアーカイブ。2012年5月4日閲覧。
18. ↑  佐原広域交流拠点PFI事業実施方針 pp.1-2
19. ↑  “佐原広域交流拠点PFI事業 民間事業者選定結果” (PDF).   国土交通省 都市・地域整備局 (2008年10月1日). 2013年1月24日時点のオリジナルよりアーカイブ。2012年5月4日閲覧。
20. ↑  “広報かとり No.73” (PDF).   香取市 (2009年4月1日). 2016年9月21日閲覧。
21. ↑  “広報かとり No.68” (PDF).   香取市 (2009年1月15日). 2016年9月21日閲覧。
22. ↑  “広報かとり No.76” (PDF).   香取市 (2009年5月15日). 2016年9月21日閲覧。
23. ↑  “関東「道の駅」新たに2箇所登録へ”.   国土交通省関東地方整備局 (2010年3月1日). 2016年9月21日閲覧。
24. ↑  “広報かとり No.98” (PDF).   香取市 (2010年4月15日). 2016年9月21日閲覧。
25. ↑  “広報かとり No.108” (PDF).   香取市 (2011年9月15日). 2016年9月21日閲覧。
26. ↑  “広報かとり No.110” (PDF).   香取市 (2011年10月15日). 2016年9月21日閲覧。
27. ↑  “広報かとり No.120”.   香取市. 2016年9月21日閲覧。
28. ↑  “広報かとり No.124” (PDF).   香取市 (2013年5月15日). 2016年9月21日閲覧。
29. ↑  “広報かとり No.129” (PDF).   香取市 (2011年8月1日). 2016年9月21日閲覧。

## 参考資料
- 赤松宗旦『利根川図志』岩波書店〈岩波文庫〉、1938年。ISBN 978-4003020319。
- 石川浩史「PPP最新事情 水辺まちづくりの交流拠点「水の郷さわら」-佐原広域交流拠点PFI事業がもたらす地域活性化-」『土木技術』第66巻第10号、土木技術社、2011年10月、pp.59-63、ISSN 0285-5046。
- 白井知「佐原広域交流拠点PFI事業について〜水の郷 さわら〜」『建設マネジメント技術』2011年3月、pp.12-17。
- “佐原広域交流拠点PFI事業実施方針” (PDF).   国土交通省・香取市 (2007年5月24日). 2015年11月18日閲覧。
- “佐原広域交流拠点整備事業基本方針” (PDF).   国土交通省・千葉県・香取市. 2015年11月18日閲覧。
- “佐原市中心市街地活性化基本計画”.   佐原市. 2012年5月2日閲覧。
- “平成22年度 中心市街地商業等活性化支援業務 市町村の中心市街地活性化の取組に対する報告書 【千葉県香取市】” (PDF).   経済産業省 中心市街地活性化室 (2011年2月). 2012年5月8日閲覧。
- “香取市中心市街地活性化基本計画” (PDF).   香取市 (2012年3月). 2016年9月21日閲覧。